# Claudia Williams (quần vợt)
Claudia Williams (sinh ngày 29 tháng 2 năm 1996) là một nữ vận động viên quần vợt người New Zealand.
Williams đã từng giành 1 danh hiệu ở nội dung đôi tại ITF trong cả sự nghiệp. Vào ngày 29 tháng 12 năm 2014, cô đạt vị trí cao nhất ở nội dung đôi là vị trí thứ 502 thế giới. Ngày 8 tháng 6 năm 2015, cô đã đạt thứ hạng đơn cao nhất của mình là thứ 573 thế giới. 
Williams ra mắt WTA tại ASB Classic 2013.
Trận đấu cuối cùng của cô là trận bán kết đôi nữ trong sự kiện ITF trị giá 15.000 đô la ở Cúcuta, Colombia, vào tháng 11 năm 2018.

## Chung kết ITF

### Đôi: 3 (1 danh hiệu, 2 á quân)
| Legend               |
| -------------------- |
| $100,000 tournaments |
| $80,000 tournaments  |
| $60,000 tournaments  |
| $25,000 tournaments  |
| $15,000 tournaments  |
| $10,000 tournaments  |

| Chung kết theo mặt sân |
| ---------------------- |
| Cứng (1–2)             |
| Đất nện (0–0)          |
| Cỏ (0–0)               |
| Thảm (0–0)             |

| Kết quả | STT | Thời gian           | Giải đấu                | Mặt sân | Người đánh cặp   | Đối thủ                         | Tỷ số            |
| ------- | --- | ------------------- | ----------------------- | ------- | ---------------- | ------------------------------- | ---------------- |
| Á quân  | 1.  | 4 tháng 8 năm 2014  | Sharm el-Sheikh, Ai Cập | Cứng    | Harriet Dart     | Vojislava Lukić Haine Ogata     | 4–6, 2–6         |
| Vô địch | 2.  | 18 tháng 8 năm 2014 | Sharm el-Sheikh, Ai Cập | Cứng    | Abbie Myers      | Britt Geukens Jasmin Ladurner   | 6–0, 4–6, [10–5] |
| Á quân  | 3.  | 27 tháng 7 năm 2015 | Istanbul, Thổ Nhĩ Kỳ    | Cứng    | Nikki Luttikhuis | Anette Munozova Julia Stamatova | 4–6, 3–6         |